# Chosenia arbutifolia
Chosenia arbutifolia là một loài thực vật có hoa trong họ Liễu. Loài này được (Pall.) A.K. Skvortsov mô tả khoa học đầu tiên năm 1957.

## Hình ảnh

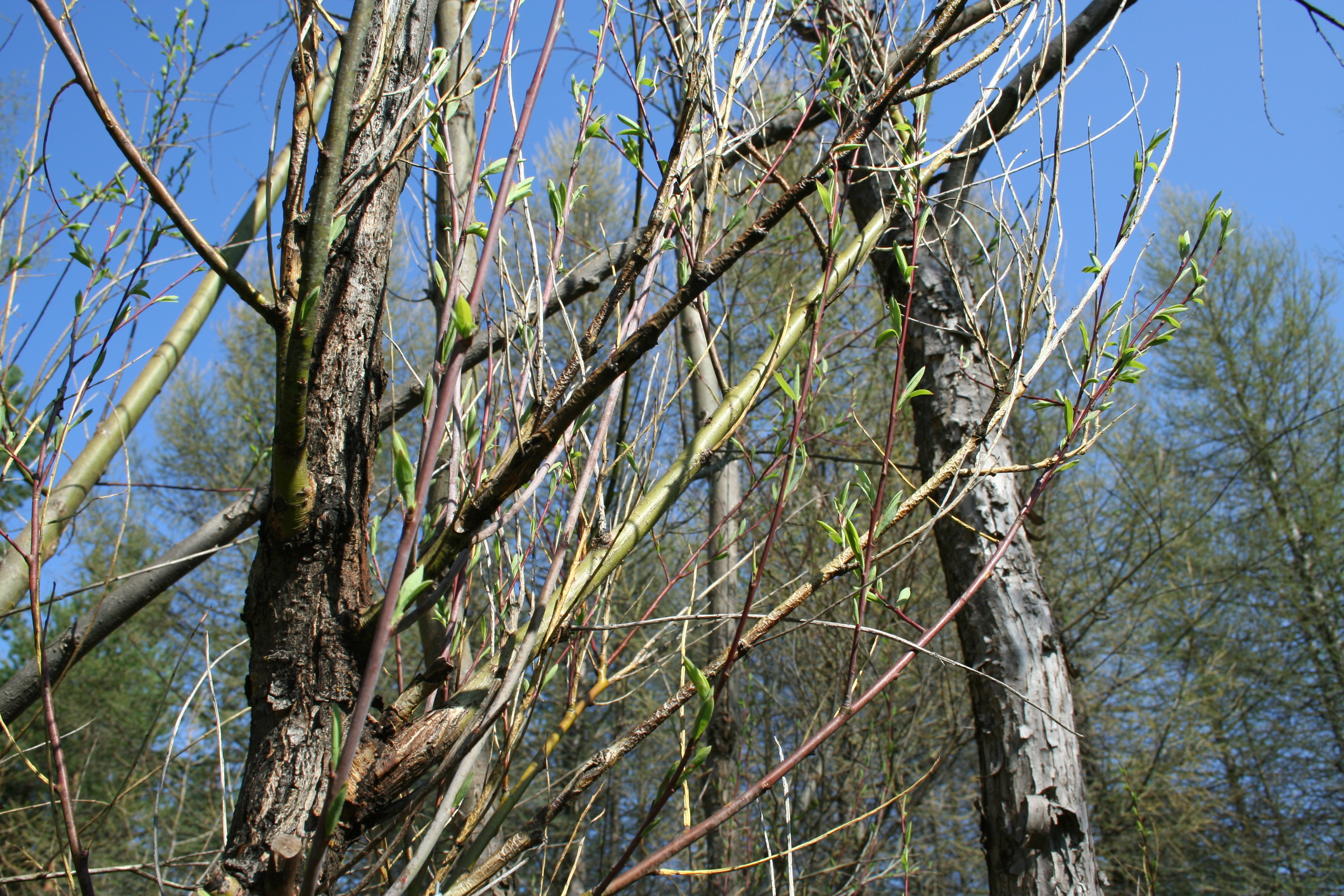
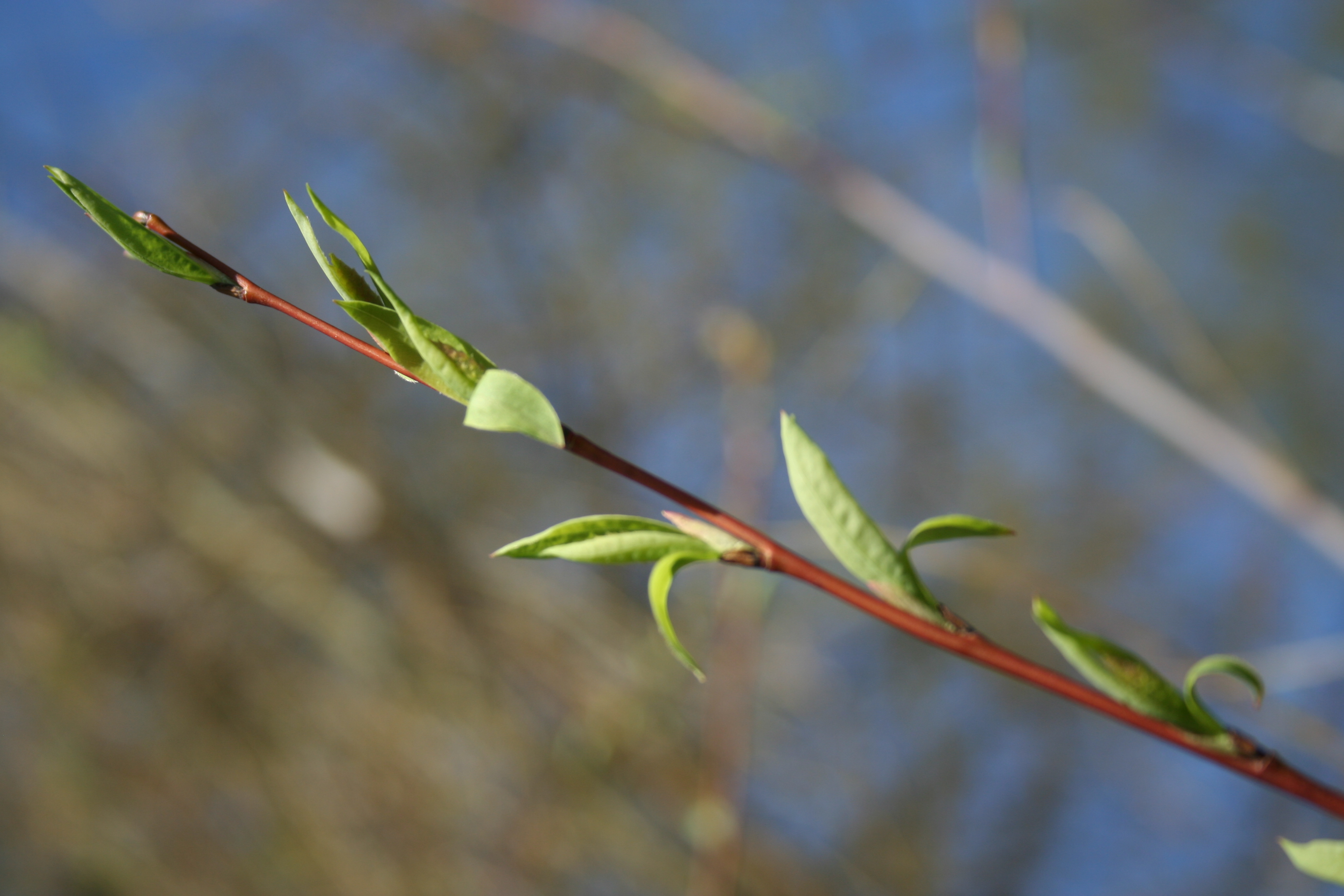
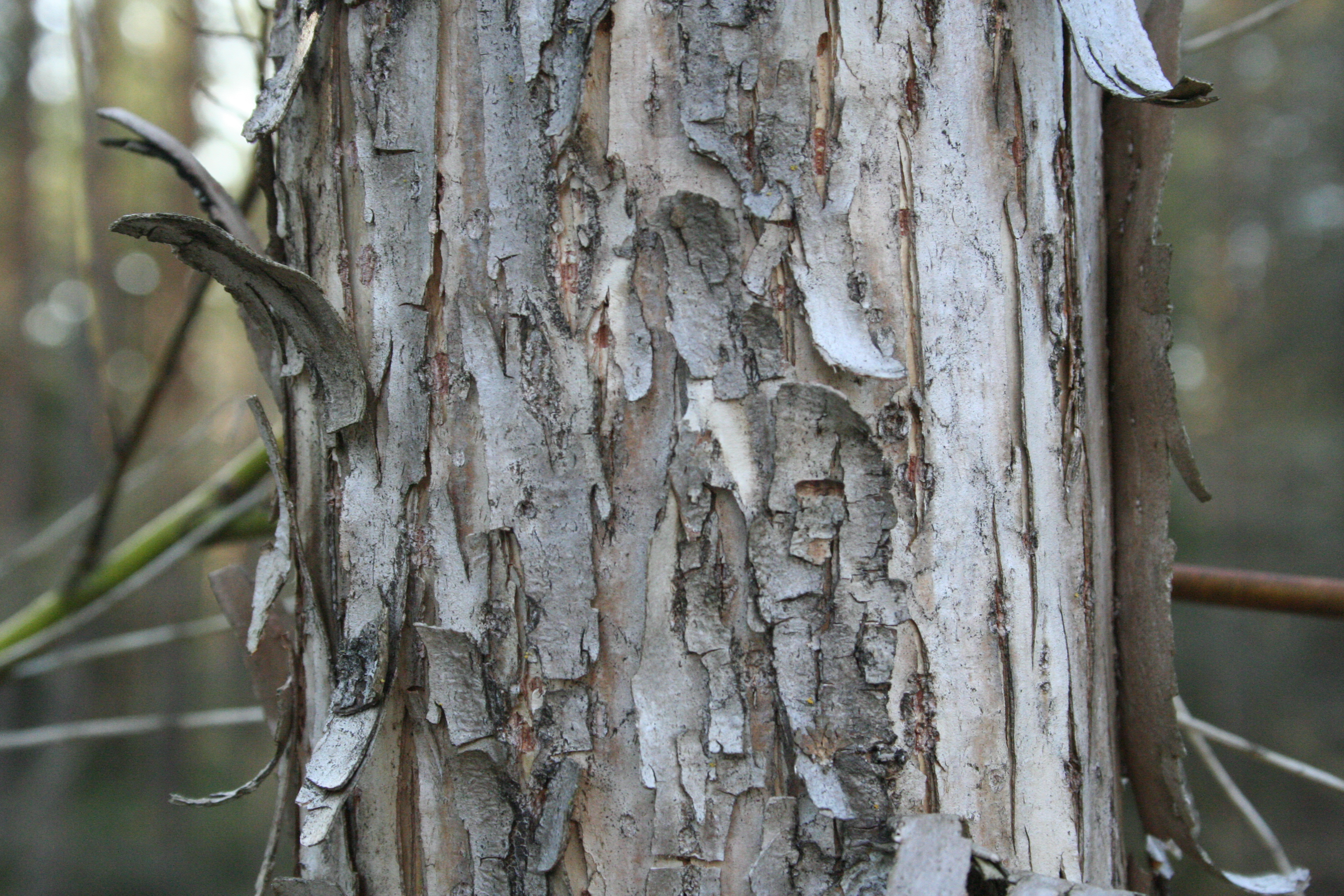